# Ильясова, Юмабика Салахетдиновна
Юмабика Салахетдиновна Ильясова (баш. Йомабикә Сәләхетдин ҡыҙы Илъясова) — советская и башкирская поэтесса, релактор, литературовед, член Союза журналистов и Союза писателей Башкортостана и Российской Федерации. Депутат Государственного Собрания — Курултая Республики Башкортостан IV созыва, заслуженный работник печати и массовой информации Республики Башкортостан.

## Биография
В 1979 году окончила Башкирский государственный университет (ныне Уфимский университет науки и технологий).
В 1979—1991 гг. была корреспондентом, заведующим отдела литературы и искусства газеты «Башкортостан пионеры».
В 1994—1996 гг. Юмабика Салахетдиновна возглавляла отдел литературы и искусства в редакции газеты «Башкортостан».
В 1996—1999 гг. Ильясова работала ответственным секретарём журнала «Башкортостан кызы».
С 1999 года по 2013 год была главным редактором журнала «Башкортостан кызы».
Избрана членом президиума и правления Союза женщин Республики Башкортостан и исполкома Всемирного курултая башкир.
В 2008 году избрана депутатом Государственного Собрания — Курултая Республики Башкортостан, где является членом комитета по образованию, культуре, спорту и делам молодежи.

## Творчество
Первый сборник стихов башкирской поэтессы Юмабики Ильясовой под названием «Падают, падают золотые листья» («Яуа, яуа алтын япраҡтар») вышел в свет в 1990 году. В 1993 году в издательстве «Китап» была издана книга сказок «Таинственная ночь» («Серле төн»), которая была посвящена детям дошкольного возраста.
В сборниках стихов «Не желтей, лето!» («Һарғайма, йәй!»), «В ракушке» («Ҡабырсаҡта») и других Ильясова стремится разнообразить ритмический строй стиха, философски обдумывает и пытается понять истинный смысл жизни.
Является автором поэмы «Салават», которая вышла в свет в сборнике «Возле счастья» («Бәхет янында») в 2005 году.
В цикле стихотворений «Дорога Канифы» («Ҡәнифә юлы»), поэтесса сумела показать значимость легендарной дороги Канифа юлы.

### Сочинения
- «Падают, падают золотые листья» («Яуа, яуа алтын япраҡтар», 1990)
- «Таинственная ночь» («Серле төн», 1993)
- «В ракушке» («Ҡабырсаҡта», 1998) "реки"

## Награды и звания
- Заслуженный работник печати и массовой информации Республики Башкортостан
- Заслуженный работник культуры Российской Федерации
- Почётная грамота Государственного Собрания — Курултая Республики

Башкортостан,орден Салавата Юлаева
шкортостан